# Eunoe spinosa
Eunoe spinosa är en ringmaskart som beskrevs av Imajima 1997. Eunoe spinosa ingår i släktet Eunoe och familjen Polynoidae. Inga underarter finns listade i Catalogue of Life.